# Walk of Fame of Cabaret

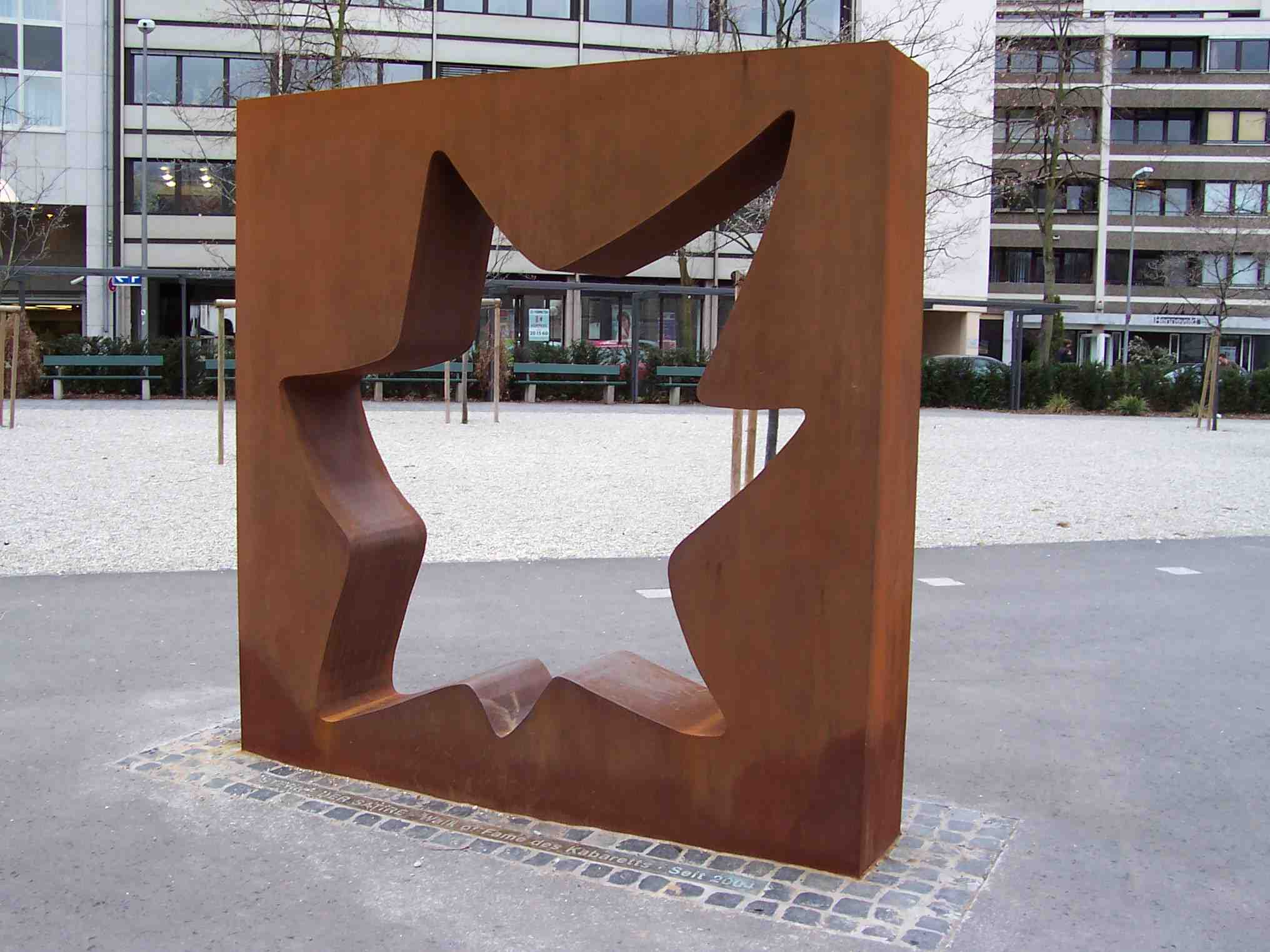
Étoile indiquant le début du trottoir.

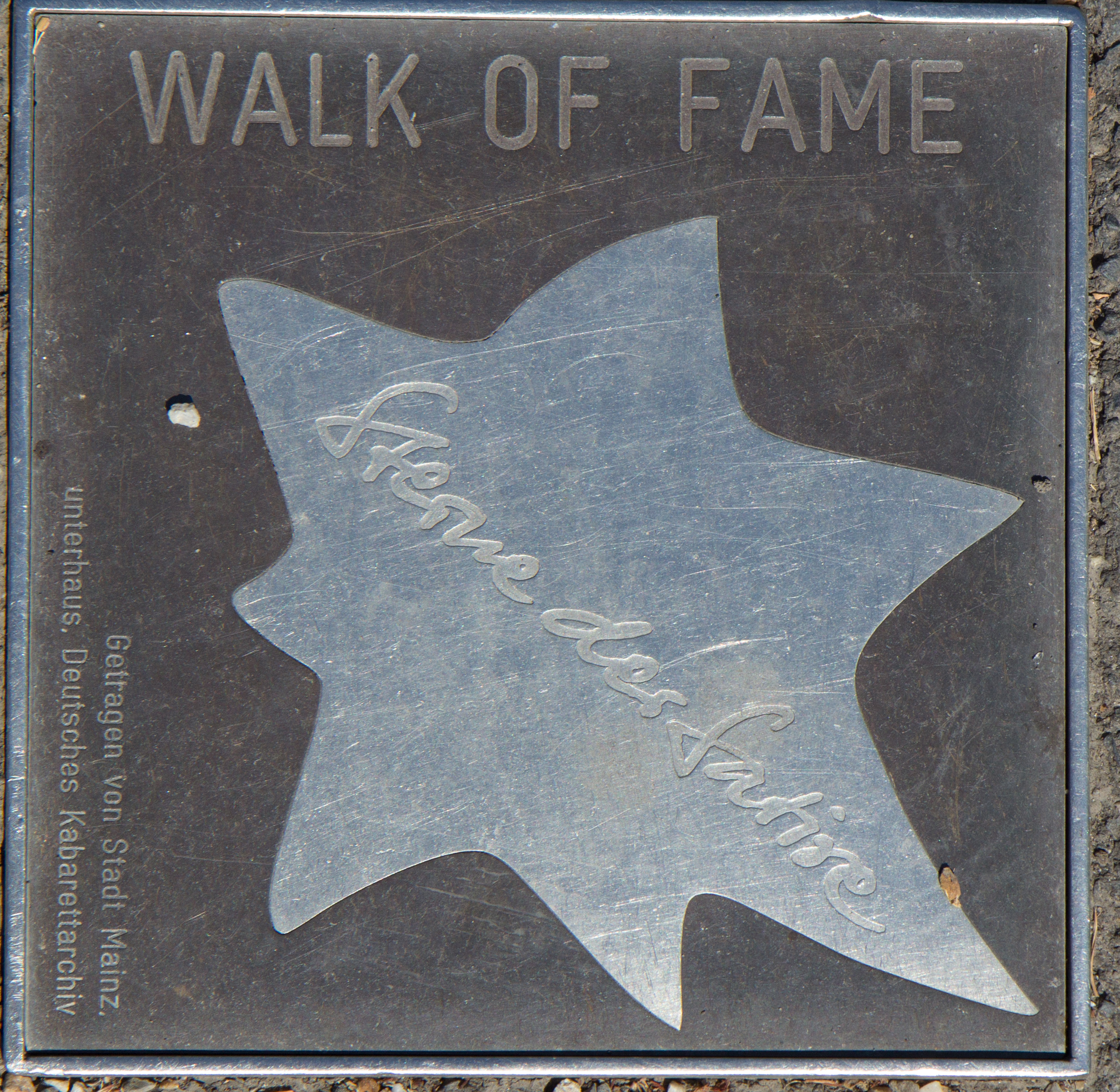
Étoile

Le Walk of Fame of Cabaret est un trottoir de Mayence décoré de 80 étoiles à 7 branches (Sterne der Satire) honorant des célébrités du cabaret. Il a été créé en juillet 2004.

## Liste des personnalités représentées
| #   | nominated people                      |                   | Image |
| --- | ------------------------------------- | ----------------- | ----- |
| 1.  | Werner Finck (1902 - 1978)            | 16 juillet 2004   |       |
| 2.  | Hugo Ball (1886 – 1927)               | 16 juillet 2004   |       |
| 3.  | Jürgen von Manger (de) (1923 - 1994)  | 16 juillet 2004   |       |
| 4.  | Kurt Tucholsky (1890 - 1935)          | 16 juillet 2004   |       |
| 5.  | Wolfgang Neuss (1923 - 1989)          | 16 juillet 2004   |       |
| 6.  | Otto Grünmandl (de) (1924 - 2000)     | 16 juillet 2004   |       |
| 7.  | Blandine Ebinger (1899 - 1993)        | 16 juillet 2004   |       |
| 8.  | Erich Kästner (1899 - 1974)           | 16 juillet 2004   |       |
| 9.  | Claire Waldoff (1884 - 1957)          | 16 juillet 2004   |       |
| 10. | Hugo Wiener (1904 – 1993)             | 16 juillet 2004   |       |
| 11. | Ortrud Beginnen (de) (1938 - 1999)    | 16 juillet 2004   |       |
| 12. | Kurt Gerron (1897 - 1944)             | 16 juillet 2004   |       |
| 13. | Wolfgang Gruner (de) (1926 - 2002)    | 16 juillet 2004   |       |
| 14. | Lore Lorentz (de) (1920 - 1994)       | 16 juillet 2004   |       |
| 15. | Walter Mehring (1896 - 1981)          | 16 juillet 2004   |       |
| 16. | Kaspar Fischer (de) (1938 - 2000)     | 16 juillet 2004   |       |
| 17. | Klabund (1890 - 1928)                 | 16 juillet 2004   |       |
| 18. | Matthias Beltz (1945 - 2002)          | 16 juillet 2004   |       |
| 19. | Trude Hesterberg (1892 - 1967)        | 16 juillet 2004   |       |
| 20. | Curt Bry (de) (1902 - 1974)           | 28 octobre 2004   |       |
| 21. | Eckart Hachfeld (de) (1910 - 1994)    | 28 octobre 2004   |       |
| 22. | Helen Vita (1928 - 2001)              | 28 octobre 2004   |       |
| 23. | Heinz Erhardt (1909 - 1979)           | 28 octobre 2004   |       |
| 24. | Valeska Gert (1892 - 1978)            | 28 octobre 2004   |       |
| 25. | Friedrich Hollaender (1896 - 1976)    | 28 octobre 2004   |       |
| 26. | Georg Kreisler (1922 - 2011)          | 28 octobre 2004   |       |
| 27. | Hanns Dieter Hüsch (de) (1925 - 2005) | 27 avril 2005     |       |
| 28. | Klaus Peter Schreiner (de) (b. 1930)  | 27 avril 2005     |       |
| 29. | Karl Valentin (1882 - 1948)           | 27 avril 2005     |       |
| 30. | Christian Morgenstern (1871 - 1914)   | 27 avril 2005     |       |
| 31. | Erich Mühsam (1878 - 1934)            | 27 avril 2005     |       |
| 32. | Ursula Herking (1912 - 1974)          | 27 avril 2005     |       |
| 33. | Gerhard Polt (de) (b. 1942)           | 17 août 2005      |       |
| 34. | Dieter Hildebrandt (1927 - 2013)      | 7 septembre 2005  |       |
| 35. | Gisela May (1924 - 2016)              | 6 octobre 2005    |       |
| 36. | Günter Neumann (de) (1913 - 1972)     | 6 octobre 2005    |       |
| 37. | Mischa Spoliansky (1898 - 1985)       | 6 octobre 2005    |       |
| 38. | Erika Mann (1905 - 1969)              | 6 octobre 2005    |       |
| 39. | Rudolf Nelson (1878 - 1960)           | 6 octobre 2005    |       |
| 40. | Joachim Ringelnatz (1883 - 1934)      | 6 octobre 2005    |       |
| 41. | Fritz Grünbaum (de) (1880 - 1941)     | 6 octobre 2005    |       |
| 42. | Otto Reutter (de) (1870 - 1931)       | 11 décembre 2005  |       |
| 43. | Herbert Bonewitz (de) (b. 1933)       | 7 juillet 2006    |       |
| 44. | Dietrich Kittner (de) (1935 - 2013)   | 5 octobre 2006    |       |
| 45. | Edgar Külow (de) (1925 - 2012)        | 5 octobre 2006    |       |
| 46. | Martin Morlock (de) (1918 - 1983)     | 5 octobre 2006    |       |
| 47. | Werner Richard Heymann (1896 - 1961)  | 5 octobre 2006    |       |
| 48. | Kate Kühl (de) (1899 - 1970)          | 5 octobre 2006    |       |
| 49. | Karl Farkas (de) (1893 - 1971)        | 5 octobre 2006    |       |
| 50. | Peter Hammerschlag (de) (1902 - 1942) | 5 décembre 2006   |       |
| 51. | Frank Wedekind (1864 - 1918)          | 11 septembre 2007 |       |
| 52. | Helmut Qualtinger (1928 - 1986)       | 11 septembre 2007 |       |
| 53. | Liesl Karlstadt (1892 - 1960)         | 6 mai 2008        |       |
| 54. | Heino Jaeger (de) (1938 - 1997)       | 6 mai 2008        |       |
| 55. | Rosa Valetti (1876 - 1937)            | 6 mai 2008        |       |
| 56. | Joachim Hackethal (de) (1924- 2003)   | 6 mai 2008        |       |
| 57. | Paul Graetz (1890 - 1937)             | 6 mai 2008        |       |
| 58. | Rodolphe Salis (1851 - 1897)          | 6 mai 2008        |       |
| 59. | Ernst Busch (1900 - 1980)             | 6 mai 2008        |       |
| 60. | Werner Schneyder (de) (1937 - 2019)   | 14 octobre 2008   |       |
| 61. | Peter Ensikat (de) (1941 - 2013)      | 1er mai 2009      |       |
| 62. | Wolfgang Schaller (de) (b. 1940)      | 1er mai 2009      |       |
| 63. | Emil Steinberger (b. 1933)            | 8 juin 2009       |       |
| 64. | Loriot (1923 - 2011)                  | 8 juin 2009       |       |
| 65. | Klaus Staeck (b. 1938)                | 13 avril 2010     |       |
| 66. | Rainer Otto (1904 - 1969)             | 12 avril 2011     |       |
| 67. | Trude Kolman (de) (1904 - 1969)       | 12 avril 2011     |       |
| 68. | Hanne Wieder (de) (1925 - 1990)       | 12 avril 2011     |       |
| 69. | Aristide Bruant (1851 - 1925)         | 12 avril 2011     |       |
| 70. | Peter Wehle (de) (1914 - 1986)        | 12 avril 2011     |       |
| 71. | Jura Soyfer (de) (1912 - 1939)        | 12 avril 2011     |       |
| 72. | Alfred Rasser (1907- 1977)            | 12 avril 2011     |       |
| 73. | Franz Hohler (de) (b. 1943)           | 12 avril 2011     |       |
| 74. | Marlene Dietrich (1901 - 1992)        | 6 mai 2012        |       |
| 75. | Gerhard Woyda (1925 - 2017)           | 22 octobre 2013   |       |
| 76. | Volker Kühn (de) (1933 - 2015)        | 22 octobre 2013   |       |
| 77. | Ephraim Kishon (1924 - 2005)          | 22 octobre 2013   |       |
| 78. | Dieter Hallervorden (b. 1935)         | 15 septembre 2015 |       |
| 79. | Jaroslav Hašek (1883 - 1923)          | 15 septembre 2015 |       |
| 80. | Heinrich Heine (1797 - 1856)          | 15 septembre 2015 |       |

## Source de la traduction
- (de) Cet article est partiellement ou en totalité issu de l’article de Wikipédia en allemand intitulé « Sterne der Satire – Walk of Fame des Kabaretts » (voir la liste des auteurs).

- (de) Cet article est partiellement ou en totalité issu de l’article de Wikipédia en allemand intitulé « Sterne der Satire – Walk of Fame des Kabaretts » (voir la liste des auteurs).